# Centrale thermique de Wilhelmshaven
La centrale thermique de Wilhelmshaven est une centrale thermique en Basse-Saxe, en Allemagne.

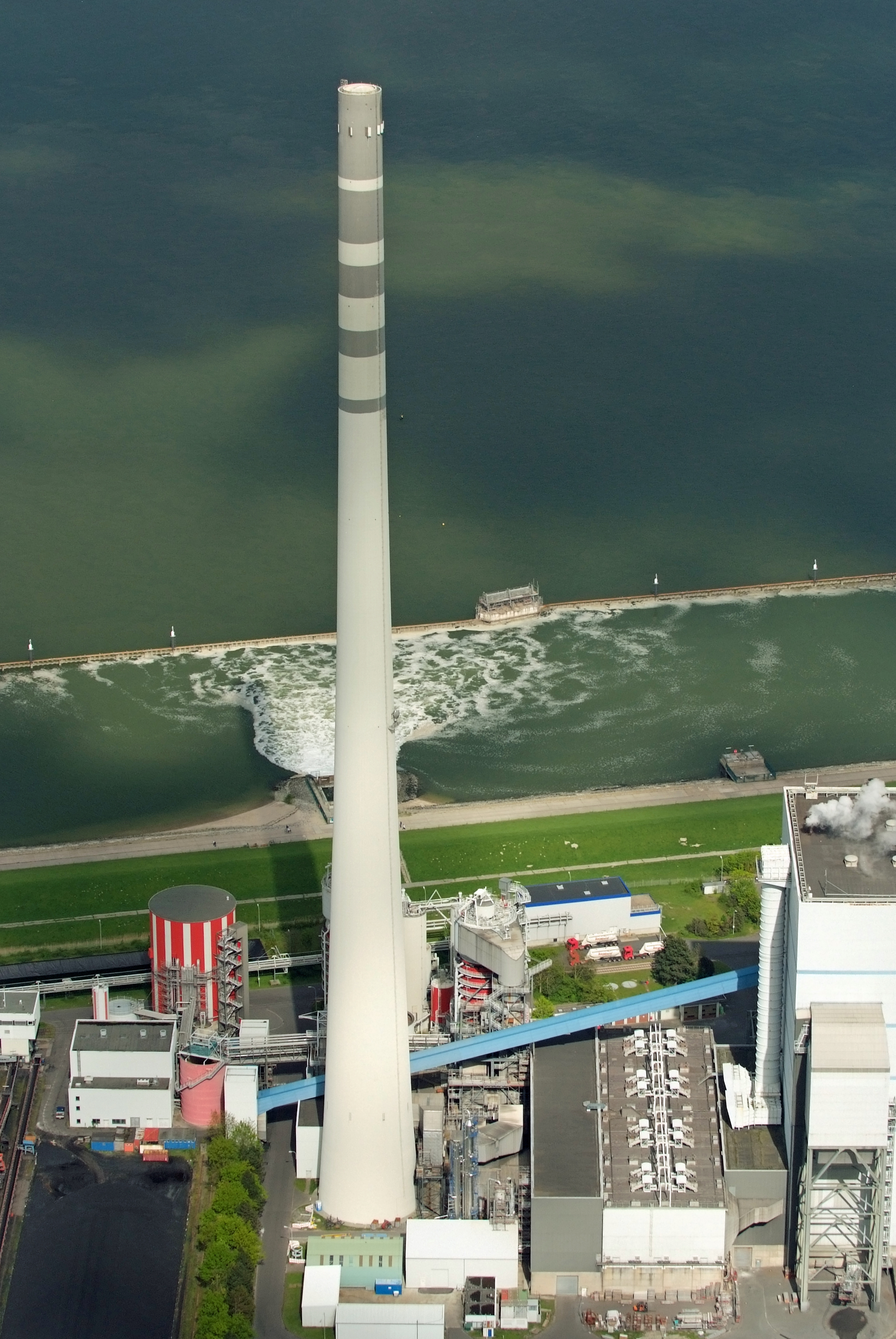
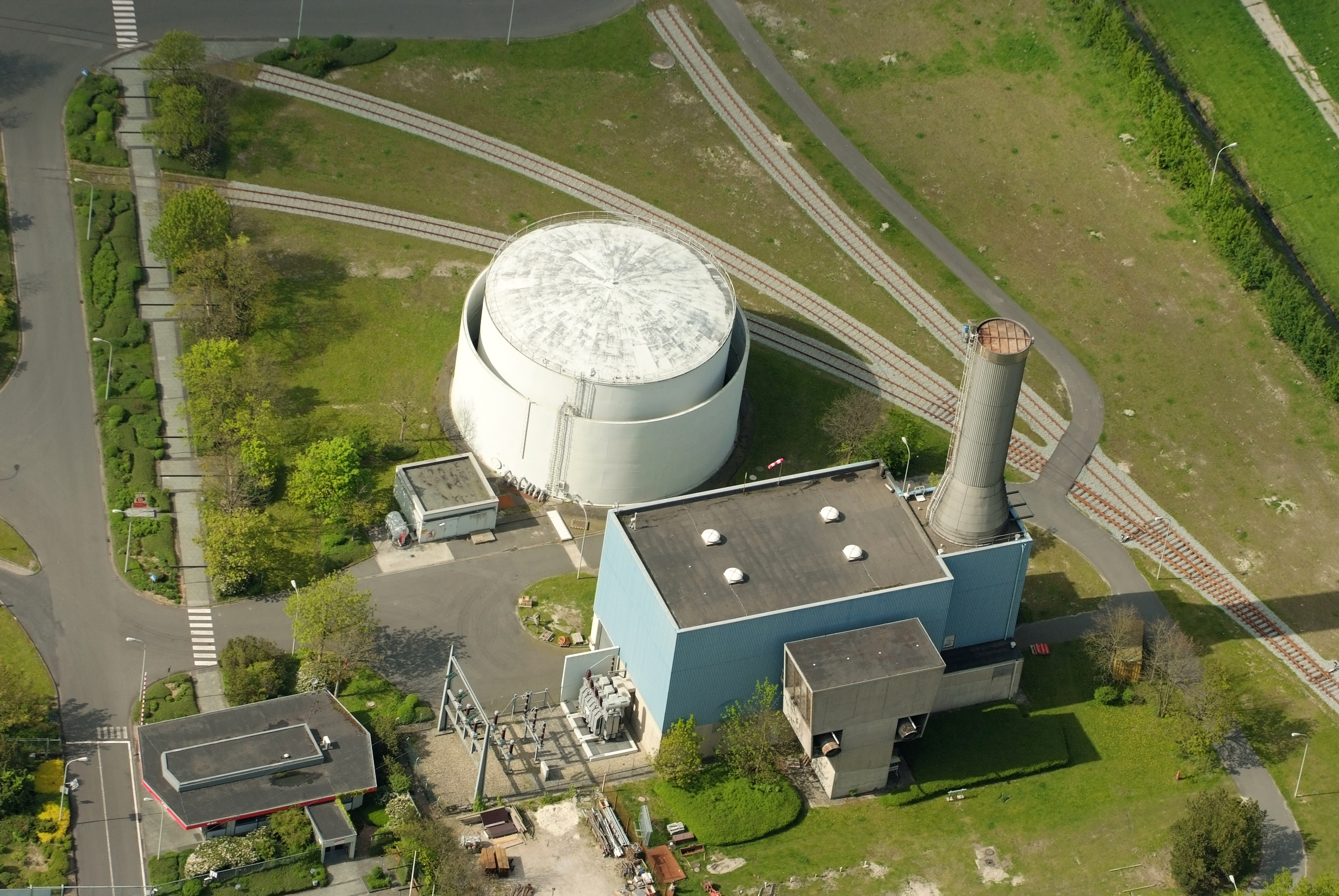
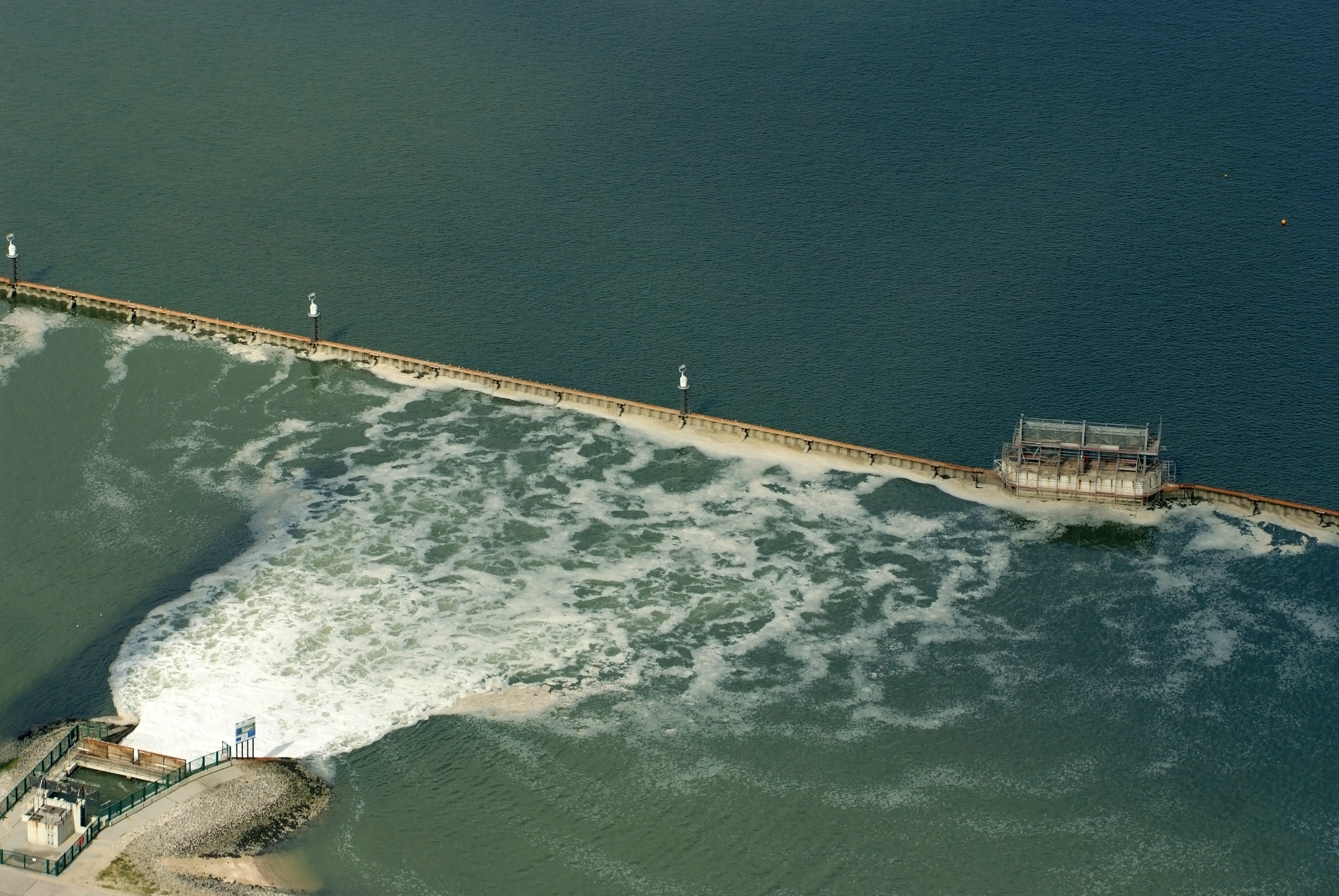